# Learjet 28
Learjet 28 — дводвигуновий літак бізнес-класу виробництва американської фірми Learjet, розроблений для заміни лайнерів Learjet 25.
У моделі Learjet 29 число пасажирських місць було зменшено з десяти до шести, за рахунок цього на 379 літрів збільшено об'єм паливного бака. Всього було випущено два літаки, які отримали назву «Learjet 29 Longhorn».

## Історія
Перший літак Learjet 28 піднявся у повітря 24 серпня 1977 року.
29 липня 1979 року Learjet 28 був сертифікований Федеральним управлінням цивільної авіації США.
Моделі Learjet 28/29 розроблялися на основі Learjet 25D і були оснащені новим крилом більшої площі, що мав вигнутий профіль передньої кромки. Learjet 28 став першим реактивним літаком, на крилі якого були встановлені вінглети, що дозволили поліпшити економічну ефективність експлуатації лайнера при польотах на крейсерських режимах. Тим не менш, в цілому велика витрата палива на колишніх (з моделі Learjet 25) двигунах і висока вартість виробництва призвела до припинення у серпні 1982 року подальшої роботи над проектом Learjet 28/29.
Всього було випущено 5 лайнерів Learjet 28 і два літаки Learjet 29.

## Оператори
США
- NASA

## Технічні характеристикиLearjet 28
Джерело: Jane's Civil and Military Aircraft Upgrades 1994–95
Основні характеристики
- Екіпаж: 2
- Пасажиромісткість: 8 пасажирів
- Довжина: 14,51 м
- Висота: 3,73 м
- Розмах крила: 13,35 м

- Площа крила: 24,57 м²
- Маса порожнього: 3750 кг
- Максимальна злітна маса: 6805 кг

Льотні характеристики
- Крейсерська швидкість: 756 км/год
- Практична дальність: 2100 км